# Ромио (Колорадо)
Ромио (енгл. Romeo) град је у америчкој савезној држави Колорадо.

## Демографија
По попису из 2010. године број становника је 404, што је 29 (7,7%) становника више него 2000. године.
| Група             | 2000.       | 2010.       |
| Белци             | 77 (20,5%)  | 74 (18,3%)  |
| Афроамериканци    | 1 (0,3%)    | 1 (0,2%)    |
| Азијати           | 2 (0,5%)    | 5 (1,2%)    |
| Хиспаноамериканци | 289 (77,1%) | 321 (79,5%) |
| Укупно            | 375         | 404         |